# Логан, Джонни (баскетболист)
Джон Арнольд «Джонни» Логан (англ. John Arnold "Johnny" Logan; 1 января 1921 года, Ричмонд, штат Индиана — 16 сентября 1977 года, Шарлотт, штат Северная Каролина) — американский профессиональный баскетболист и тренер.

## Карьера игрока
Играл на позиции атакующего защитника. Учился в Университете Индианы, в 1946 году заключил контракт с командой «Сент-Луис Бомберс», которая выступала в Баскетбольной ассоциации Америки (БАА), предшественнице НБА. Позже выступал за команду «Три-Ситис Блэкхокс». Всего в БАА/НБА провёл 5 сезонов. Три раза подряд включался во 2-ю сборную всех звёзд БАА (1947—1949). Всего за карьеру в НБА сыграл 258 игр, в которых набрал 3203 очка (в среднем 12,4 за игру), сделал 134 подбора и 775 передач.

## Карьера тренера
В сезоне 1949/1950 годов, когда Логан играл ещё в клубе «Сент-Луис Бомберс», командой «Три-Ситис Блэкхокс» руководил Рэд Ауэрбах, который после окончания этого сезона ушёл в «Бостон Селтикс». В следующем сезоне на пост главного тренера «Блэкхокс» был назначен Дэйв Макмиллан, однако из-за неудовлетворительных результатов команды он был уволен со своего поста в середине чемпионата. После ухода Макмиллана, пока ему искали замену, временно исполняющим обязанности главного тренера был назначен Логан, однако на этой должности он надолго не задержался (провёл всего 3 игры). Вскоре вакантное место занял его одноклубник Майк Тодорович, но и он долго не продержался у руля команды, проведя всего 42 игры (14 побед при 28 поражениях), а по окончании первенства был уволен, после чего оба (Логан и Тодорович) завершили свою спортивную карьеру.

## Смерть
Джонни Логан умер 16 сентября 1977 года в городе Шарлотт (штат Северная Каролина) в возрасте 56 лет.

## Статистика

### Статистика в НБА
| Сезон                                                                                    | Команда           | Регулярный сезон | Регулярный сезон | Регулярный сезон | Регулярный сезон | Регулярный сезон | Регулярный сезон | Регулярный сезон | Регулярный сезон | Регулярный сезон | Регулярный сезон | Регулярный сезон | Серия плей-офф | Серия плей-офф | Серия плей-офф | Серия плей-офф | Серия плей-офф | Серия плей-офф | Серия плей-офф | Серия плей-офф | Серия плей-офф | Серия плей-офф | Серия плей-офф |
| Сезон                                                                                    | Команда           | GP               | GS               | MPG              | FG%              | 3P%              | FT%              | RPG              | APG              | SPG              | BPG              | PPG              | GP             | GS             | MPG            | FG%            | 3P%            | FT%            | RPG            | APG            | SPG            | BPG            | PPG            |
| ---------------------------------------------------------------------------------------- | ----------------- | ---------------- | ---------------- | ---------------- | ---------------- | ---------------- | ---------------- | ---------------- | ---------------- | ---------------- | ---------------- | ---------------- | -------------- | -------------- | -------------- | -------------- | -------------- | -------------- | -------------- | -------------- | -------------- | -------------- | -------------- |
| 1949/50                                                                                  | Сент-Луис Бомберс | 62               |                  |                  | 33,1             |                  | 78,3             |                  | 3,9              |                  |                  | 12,2             | Не участвовал  | Не участвовал  | Не участвовал  | Не участвовал  | Не участвовал  | Не участвовал  | Не участвовал  | Не участвовал  | Не участвовал  | Не участвовал  | Не участвовал  |
| 1950/51                                                                                  | Три-Ситис         | 30               |                  |                  | 31,2             |                  | 75,0             | 4,5              | 4,0              |                  |                  | 7,7              | Не участвовал  | Не участвовал  | Не участвовал  | Не участвовал  | Не участвовал  | Не участвовал  | Не участвовал  | Не участвовал  | Не участвовал  | Не участвовал  | Не участвовал  |
|                                                                                          | Всего             | 92               |                  |                  | 32,6             |                  | 77,6             | 4,5              | 3,9              |                  |                  | 10,7             | Не участвовал  | Не участвовал  | Не участвовал  | Не участвовал  | Не участвовал  | Не участвовал  | Не участвовал  | Не участвовал  | Не участвовал  | Не участвовал  | Не участвовал  |
| Наведите курсор мыши на аббревиатуры в заголовке таблицы, чтобы прочесть их расшифровку. |                   |                  |                  |                  |                  |                  |                  |                  |                  |                  |                  |                  |                |                |                |                |                |                |                |                |                |                |                |